# Arthur Holland
Arthur Holland (født: 18. juli 1922, død marts 1987) var en engelsk fodbolddommer fra Barnsley. Han er mest kendt for at have dømt finalen ved EM i 1964 mellem Spanien og Sovjetunionen.

## Karriere

### EM 1964
- Sovjetunionen  –  Sverige 3-1 (kvartfinale).
- Spanien  –  Sovjetunionen 2-1 ( finale).